# Včelojed lesní
Včelojed lesní (Pernis apivorus) je monotypický druh dravce z čeledi jestřábovitých (Accipitridae).

## Popis
- Délka těla: 52–59 cm
- Rozpětí křídel: 113–150 cm
- Hmotnost: 580–950 g.[2][3]

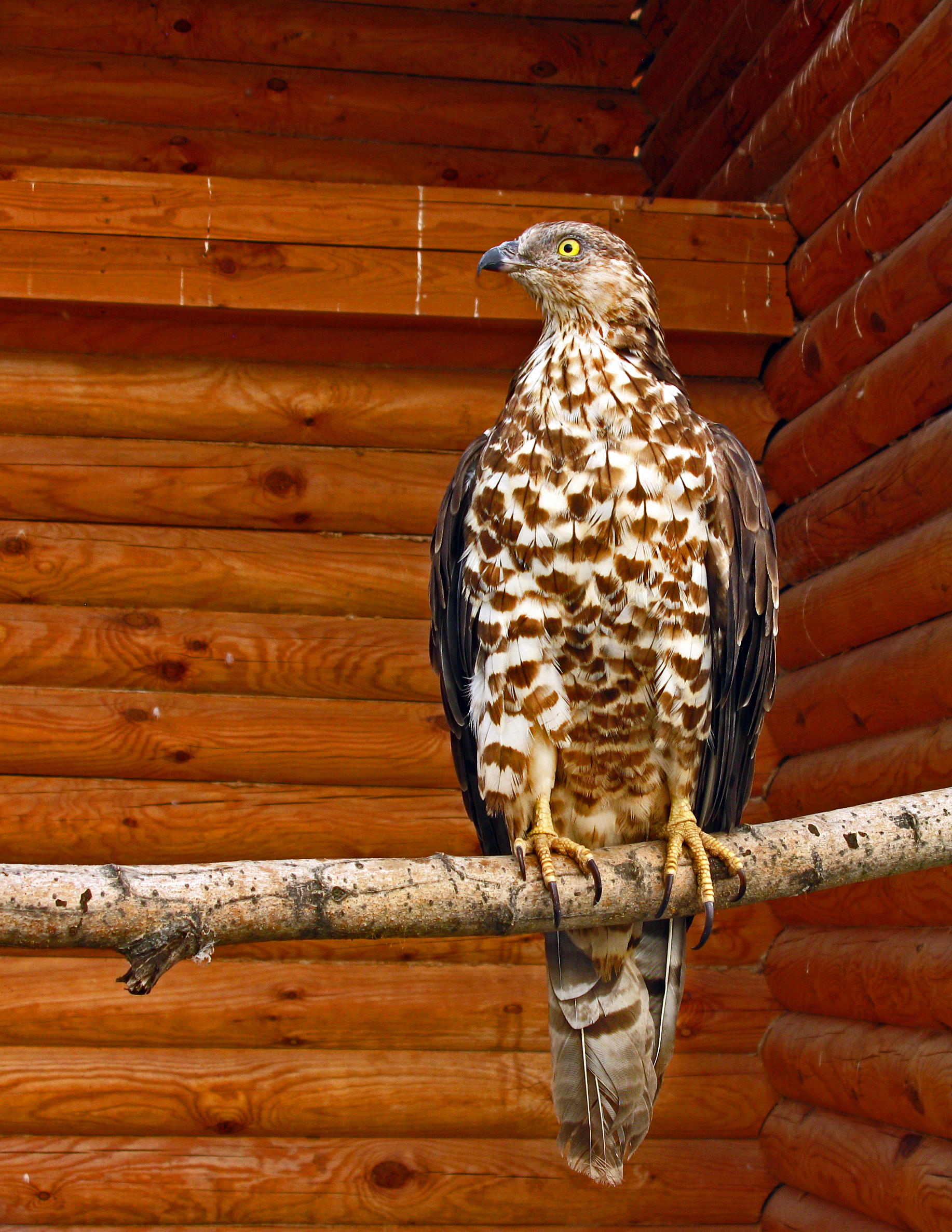
Včelojed lesní zpředu

O něco větší než káně lesní. Svrchu je hnědavý, zbarvení spodiny těla je u mladých i dospělých ptáků značně variabilní a pohybuje se od bílé přes různě skvrnitou až po jednolitě hnědou. V letu připomíná káně lesní, od kterého se liší užšími křídly s tmavě lemovaným zadním okrajem a tmavou skvrnou v ohbí, menší vyčnívající hlavou a delším ocasem s dosti velkou mezerou mezi tmavými pruhy u kořene a širokou koncovou páskou. Jeho zobák má specificky zahnutý tvar jako u většiny dravců. Létá pomaleji, s pružnějšími rázy křídel, při kroužení drží křídla téměř vodorovně a nikdy se netřepetá na místě.
Samec má hlavu převážně modrošedou, samice hnědou (někdy také s trochou modrošedé). V letu se samec pozná podle výraznějšího přechodu mezi tmavými konci ručních letek a světleji zbarveným zbytkem křídla (u samice je černá pouze nevýrazně ohraničená) a dále podle výraznějšího tmavého pásu na konci loketních letek, mezi nímž a dalšími pruhy na loketních letkách je prostor bez pruhů (u samice hustě proužkovaný). Ozobí je u obou pohlaví šedé, oko žluté. Mladý pták má hustěji proužkované letky a světlejší pruh ve tvaru písmene U na svrchních krovkách ocasních. Ozobí má žluté, oko tmavé.

## Rozšíření
Včelojed lesní hnízdí na většině území Evropy a v západní Asii. Je tažný se zimovišti v subsaharské Africe. Evropská populace je od 70. let 20. století stabilní, v roce 2004 byla její velikost odhadnuta na více než 110 000 párů.

## Výskyt v Česku
V Česku hnízdí na většině území, hlavně v nížinách a středních polohách, ojediněle i vysoko v horách. V letech 1985–1989 byla celková početnost odhadnuta na 600–850 párů, v období let 2001–2003 na 650–1000 párů.
Přílet na hnízdiště probíhá od konce března do konce dubna, odlet od srpna do října.

## Hnízdění
Hnízdí jednotlivě a teritoriálně, hnízdní okrsky sousedních párů se však mohou překrývat. Nápadné svatební lety zahrnující strmé stoupání do výšky, tleskání křídly nad hřbetem a následné klesání šikmo dolů lze pozorovat v průběhu celého hnízdního období, s vrcholy během stavby hnízda a snášení vajec a poté v době, kdy jsou mláďata již více než z poloviny vzrostlá.
Hnízdo je na stromech, často na starém hnízdě káně lesní, jestřába nebo vran. Stavebním materiálem jsou větve, výstelku kotlinky tvoří silná vrstva na sebe pečlivě naskládaných zelených listů. V době krmení mláďat je hnízdo vystláno také vosími plástvemi. Stavba trvá 10–15 dnů, staví oba ptáci, samice pravděpodobně více.
Hnízdí jednou ročně od dubna do června, k náhradnímu hnízdění dochází jen vzácně. Snůška čítá zpravidla tři plavá nebo okrově žlutá, hustě hnědě, červenohnědě nebo tmavě fialově hnědě skvrnitá vejce o rozměrech 51,5 × 41,3 mm a průměrné hmotnosti 44,4 g. Snášena jsou v intervalech 2–4 dnů, sezení začíná většinou od snesení prvního vejce. Inkubační doba je 28–38 dnů, sedí oba ptáci. Mláďata se líhnou s odstupem 2–3 dnů a jsou krmena oběma rodiči. Zpočátku jim potravu podávají přímo do zobáku, po třech týdnech jsou již mláďata schopna larvy z pláství vybírat sama a dokáží též trhat drobné obratlovce. Hnízdo opouštějí ve stáří 35–40 dnů, ale ještě po dobu dvou týdnů se do něj vracejí. Pohlavní dospělosti dosahují ve druhém roce života. Nejvyšší známý věk kroužkovaného ptáka je 28 let a 11 měsíců.

## Potrava
Včelojed lesní je dravec specializovaný na požírání vos a jejich larev. Při hledání potravy většinou sedí na stromě a pozoruje létající hmyz. Jakmile objeví jeho hnízdo, sletí k němu na zem, rozhrabe ho silnými pařáty a vytahá z něj zobákem plástve s larvami. Před vosími žihadly ho chrání husté peří kolem zobáku a očí připomínající šupiny. Vosy nikdy neútočí přímo na oči včelojedů, neboť jim žlutočernou barvou buď připomínají příslušníky vlastního druhu, nebo je varují. Někdy si potravu obstarává i při chůzi po zemi, po níž umí rychle běhat. Kromě vos občas požírá také jiné bezobratlé, např. čmeláky, jejichž hnízda také rozhrabává, různé housenky, brouky, mravence a při nedostatku hlavního potravního zdroje i drobné obratlovce, nejčastěji žáby. V mimohnízdním období byla ojediněle zjištěna také rostlinná potrava tvořená plody a semeny. Chované včely medonosné nikdy nepožírá a ani se nemůže dostat k jejich plástvím.

## Ochrana
V Česku zvláště chráněný druh v kategorii silně ohrožený dle vyhlášky č. 395/1992 Sb., kterou se provádějí některá ustanovení zákona č. 114/1992 Sb., o ochraně přírody a krajiny.